# 黔剧
黔剧，又名文琴戏，是貴州地方戏曲剧种，為中國国家级非物质文化遗产，流行于贵阳、毕节、遵义、安顺、黔西南等地区。

## 历史
黔剧在清康熙年间就开始在贵州流行，至今已有二百多年历史，最早的唱本是《二度梅》，于光绪十六年由王石青编次。光绪年间，云南扬琴、四川扬琴、四川清音、湖南常德丝弦等相继传入贵州。光绪九年（1833年），王石青、蒋发三、丁小瑞三人在贵阳建立“三友社”。之后，黔西于光绪十一年成立“文音俱乐社”，织金于光绪十五年成立“庭院乐府”，安顺于光绪十六成立“相悦茶社”，毕节于宣统三年（1911年）成立“同乡娱乐会”。1921年前后，黔剧逐渐成熟定型。